# إيفانز كارلسون
إيفانز كارلسون (بالإنجليزية: Evans Carlson)‏ هو ضابط أمريكي، ولد في 26 فبراير 1896 في Sidney, New York ‏ في الولايات المتحدة، وتوفي في 27 مايو 1947 في بورتلاند في الولايات المتحدة.

## وصلات خارجية
- إيفانز كارلسون على موقع الموسوعة البريطانية (الإنجليزية)
- إيفانز كارلسون على موقع إن إن دي بي (الإنجليزية)